# لويس ليترير
لويس ليترير (بالفرنسية: Louis Leterrier)‏ هو مخرج فرنسي، ولد في 17 يونيو عام 1973 في باريس، فرنسا ،من أبرز افلامه الناقل والناقل 2 بطولة جيسن ستاتهام، كما قام بأخراج Danny the Dog بطولة جيت لي ومورجان فريمان. في يوليو 2006 أعلنت ستديوهات مارفل أن ليترير هو الذي سيخرج الفيلم الجديد الرجل الأخضر (مارفل) وفي عام 2010 أخرج فيلم اشتباك الجبابرة.
ليترير صديق مقرب من لوك باسون وقد تعاون معه في عدة مشاريع.

## أفلامه كمخرج
| الفيلم               | العام |
| -------------------- | ----- |
| الناقل               | 2002  |
| الناقل 2             | 2005  |
| داني ذا دوج          | 2005  |
| الرجل الأخضر (مارفل) | 2008  |
| Blacksad             | 2009  |

## وصلات خارجية
- لويس ليترير على موقع IMDb (الإنجليزية)
- لويس ليترير على موقع ألو سيني (الفرنسية)
- لويس ليترير على موقع أول موفي (الإنجليزية)
- لويس ليترير على موقع بوكس أوفيس موجو (الإنجليزية)
- لويس ليترير على موقع قاعدة بيانات الأفلام السويدية (السويدية)
- لويس ليترير على موقع ديسكوغز (الإنجليزية)
- لويس ليترير على موقع قاعدة بيانات الفيلم (الإنجليزية)
- لويس ليترير على موقع كينوبويسك (الروسية)

صفحته على imdb